# Lex Valeria de Sulla Dictatore
La Lex Valeria de Sulla dictatore, approvata dai comizi centuriati su proposta dell'interrex Lucio Valerio Flacco, da cui prese il nome, elesse dittatore Lucio Cornelio Silla nell’82 a.C., conferendogli poteri speciali legibus scribundis et rei publicae constituendae.